# Scanner Cop 2
Scanner Cop 2 är en amerikansk långfilm från 1995 i regi av Steve Barnett, med Daniel Quinn, Patrick Kilpatrick, Khrystyne Haje och Stephen Mendel i rollerna. Filmen är uppföljare till Scanner Cop från 1994. Första filmen släpptes direkt på video, men Scanner Cop 2 visades på bio.

## Handling
En demonisk scanner terroriserar Los Angeles. En scanner kan både läsa tankar och utsätta folk för hjärntvätt. Den ende som kan stoppa gärningsmannen är polisen Sam Staziak, som också är en scanner.

## Rollista
| Daniel Quinn       | – Detective Samuel Staziak |
| Patrick Kilpatrick | – Karl Volkin              |
| Khrystyne Haje     | – Carrie Goodart           |
| Stephen Mendel     | – Detective Jim Mullins    |
| Robert Forster     | – Captain Jack Bitters     |
| Brenda Swanson     | – Glory Avionis            |
| Tony Fasce         | – Pickpocket Jones         |
| Evan MacKenzie     | – J.J.                     |
| Barbara Tarbuck    | – Rachel Staziak           |